# Troschelia
Troschelia is een geslacht van weekdieren uit de klasse van de Gastropoda (slakken).

## Soort
- Troschelia berniciensis (King, 1846)